# Albin Windhausen
Albinus (Albin) Windhausen (Burgwaldniel (tegenwoordig Waldniel, gemeente Schwalmtal), Duitsland, 20 mei 1863 – Roermond, 15 september 1946) was een Duits-Nederlands schilder, tekenaar en illustrator van religieuze voorstellingen en portretten.

## Levensloop
Hij was een zoon van Peter Heinrich Windhausen, een Duits schilder die zich in Roermond vestigde, waar destijds een gunstig klimaat voor kunstenaars heerste, vooral vanwege de aanwezigheid van de ateliers voor kerkelijk kunst Cuypers & Stoltzenberg. Ook zijn broers, Heinrich en Paul Windhausen waren schilder, evenals zijn zoon, Fons Windhausen. Albin werd opgeleid in het atelier van zijn vader in de Voorstad Sint Jacob. Hij had de Duitse nationaliteit tot 1921 toen hij tegelijk met zijn broer Paul tot Nederlander werd genaturaliseerd.

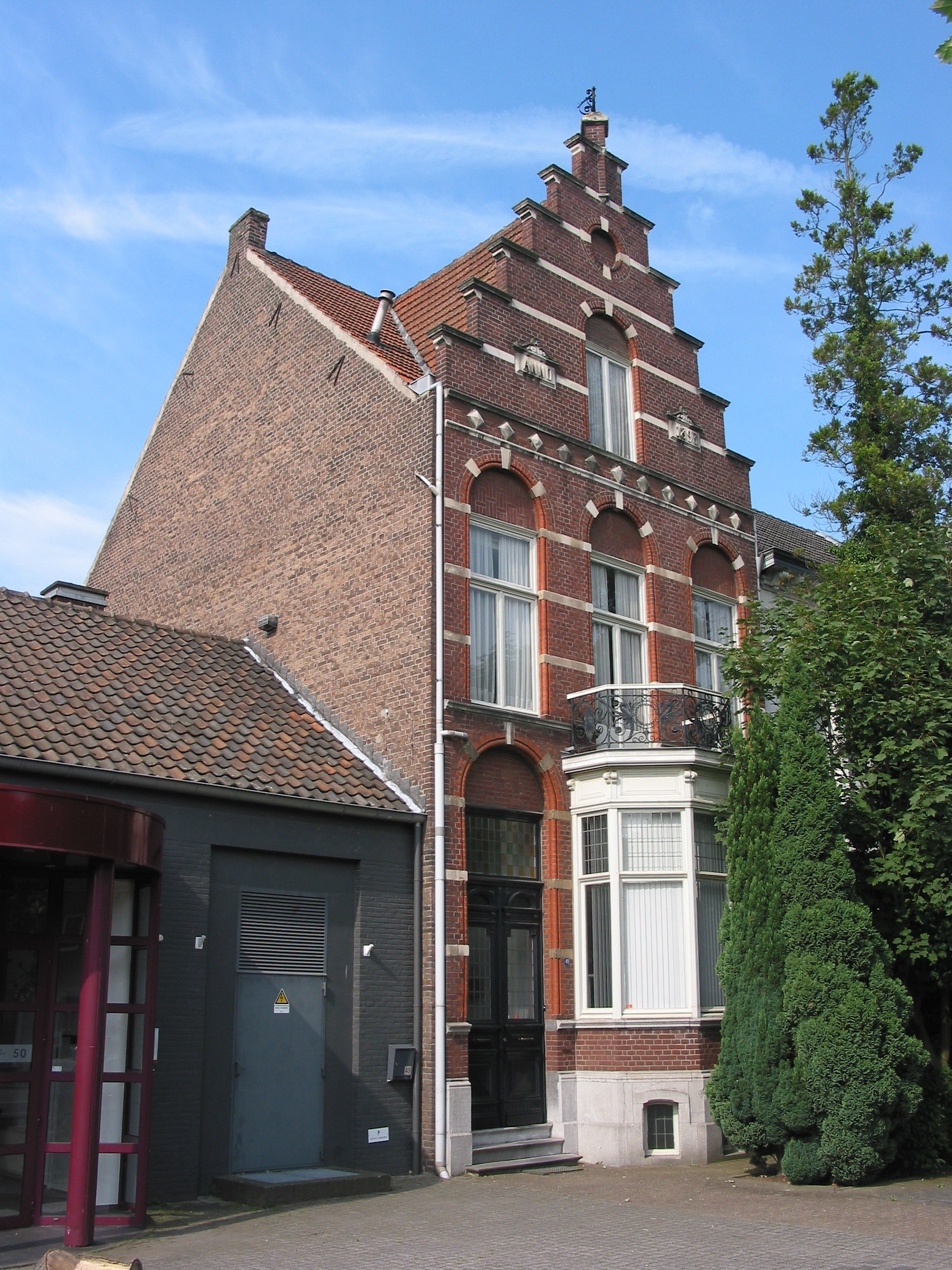
Huis Windhausen, Kapellerlaan, Roermond.

In 1898 trouwde hij met Clasina van Buchem en vestigde zich aan de Kapellerlaan in Roermond, waar hij het jaar daarvoor zijn atelier liet bouwen. Albin en Paul werkten tot 1925 nauw samen. Beide broers woonden aan de Kapellerlaan, Paul op nummer 28 en Albin op nummer 32 (tegenwoordig 44 en 48). Ze gebruikten alleen de benedenverdieping van het atelier. Albins zoon, Fons, gebruikte later ook de bovenverdieping. Beide broers waren gespecialiseerd in kerkelijke kunst, waarbij Albin de leiding had. In totaal schilderden Albin en Paul Windhausen ongeveer 50 kruiswegen. Hiervoor ontwikkelden de broers een soort blauwdruk, die ze aanpasten aan de bouwkundige mogelijkheden en de wensen van de opdrachtgever. Deze 'blauwdruk' werd om de paar jaar vernieuwd. De kruiswegen raakten zo steeds verder verwijderd van hun neogotische begin. Omstreeks 1928 kwam er een einde aan hun samenwerking. Windhausen had naast zijn zoon Fons nog minstens één andere leerling, Jean Thoolen, die zich ook in kruiswegen specialiseerde.
Windhausen en zijn vrouw werden begraven op de Begraafplaats Nabij de Kapel in 't Zand.

## Werk
Een van zijn eerste opdrachten was een grote boogschildering, die hij maakte ter gelegenheid van het 450-jarig jubileum van Onze Lieve Vrouwe in 't Zand in 1885, ter versiering van de triomfboog van de Kapel in 't Zand. Na het jubileumfeest werd het werk verplaatst naar de Congregatiezaal aan het Schoolpad. In 1962 ging het bij een brand verloren. Het schilderij was een schenking van Windhausen aan de kapel.

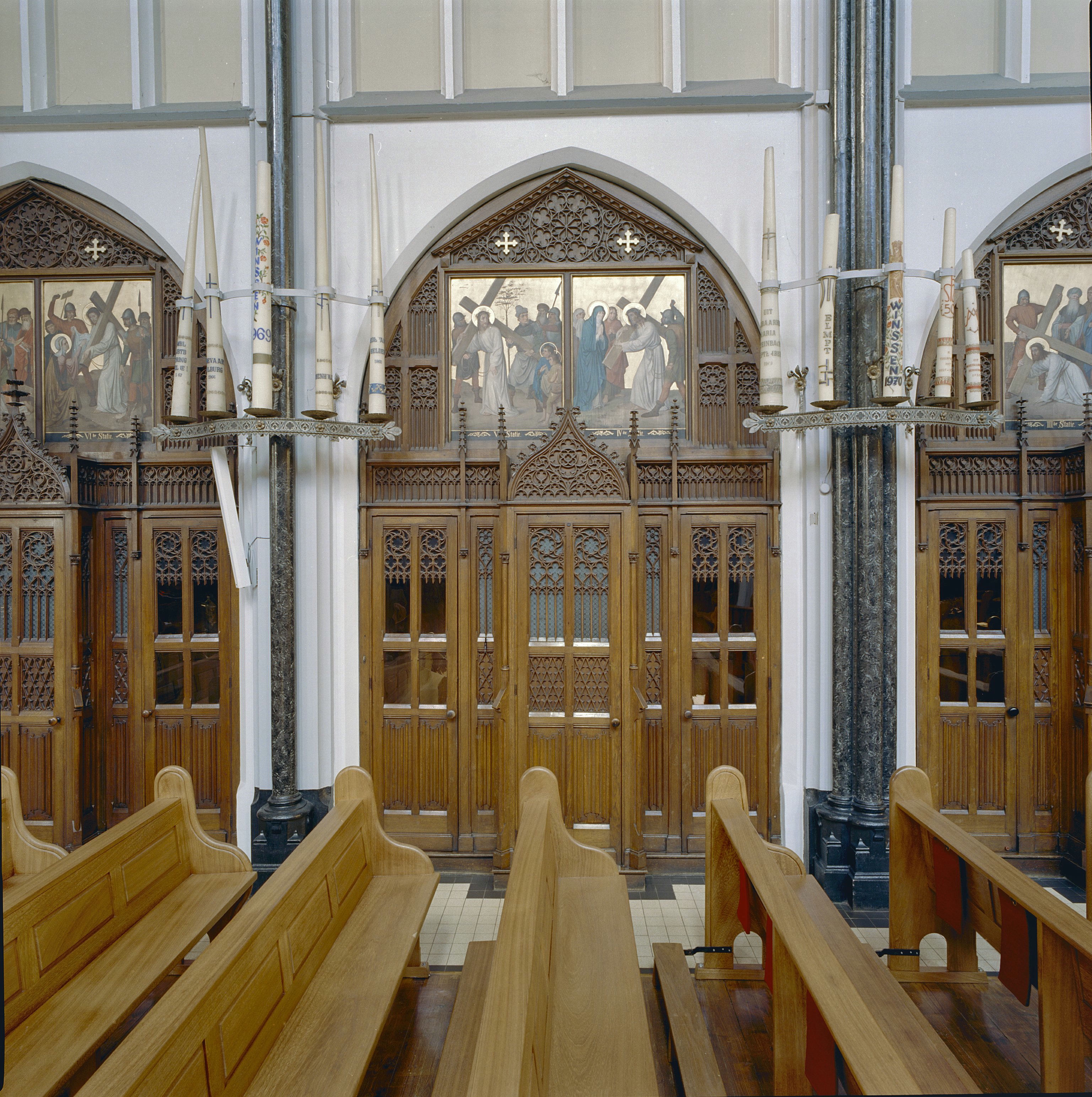
Albin Windhausen en atelier. Kruisweg. 1898. Roermond, Kapel in 't Zand.

Tot de kruiswegen, die Windhausen schilderde, behoren die in de Sint-Christoffelkathedraal in Roermond (1890-1891), de voormalige Spaarnekerk in Haarlem, de Kapel in 't Zand in Roermond (1898), de Sint-Clemenskerk in Nuenen (1903), de Onze-Lieve-Vrouw-Hemelvaartkerk in Raamsdonksveer, de Onze-Lieve-Vrouw Tenhemelopneming in Einighausen (1908), de Biltstraatkerk in Utrecht (1912), de Heilige Nicolaaskerk in Helvoirt (1913-1914), de Sint-Petrus en Pauluskerk in Cothen (1918), de Sint-Antonius van Paduakerk in Blerick (1925), de Sint-Pancratiuskerk in Heerlen (1925-1928) en de Sint-Sebastianuskerk in Herkenbosch (1940). Deze kruiswegen kenmerken zich door een zo getrouw mogelijke historische weergave. De figuren zijn expressief, maar altijd waardig.
Ook droeg hij bij aan het hoogaltaar in de Martinuskerk in Venlo dat van 1898 tot 1901 tot stand kwam naar een ontwerp van zijn broer Joseph Windhausen. Windhausen schilderde op de buitenzijde in grisaille de heiligen Petrus, Paulus, Carolus Borromeus en Martinus. Op de binnenluiken en op de buitenzijde van de bakken schilderde hij voorstellingen uit het leven van Maria: de Verkondiging, de Geboorte, de Aanbidding der koningen en de Kroning van Maria. Verder versierde hij de binnenkant van het baldakijn met engelen die de passiewerktuigen dragen en beschilderde hij de predella met de vier evangelisten en in het midden, voor het tabernakel, een Salvator Mundi.
In de Kapel in 't Zand in Roermond beschilderde hij in 1904 naar schetsen van architect Pierre Cuypers en een ontwerp van pater Joannes Kronenburg de triomfboog. Ook schilderde hij de afbeeldingen over de geschiedenis van de Kapel in 't Zand, de zogenaamde kleine staties, in het Kruiswegpark naast de Kapel.
Tussen 1907 en 1932 schilderde hij een reeks grote muurschilderingen met taferelen uit het leven van de heilige Gerardus Majella in de Sint-Gerardus Majellakerk in De Weebosch.

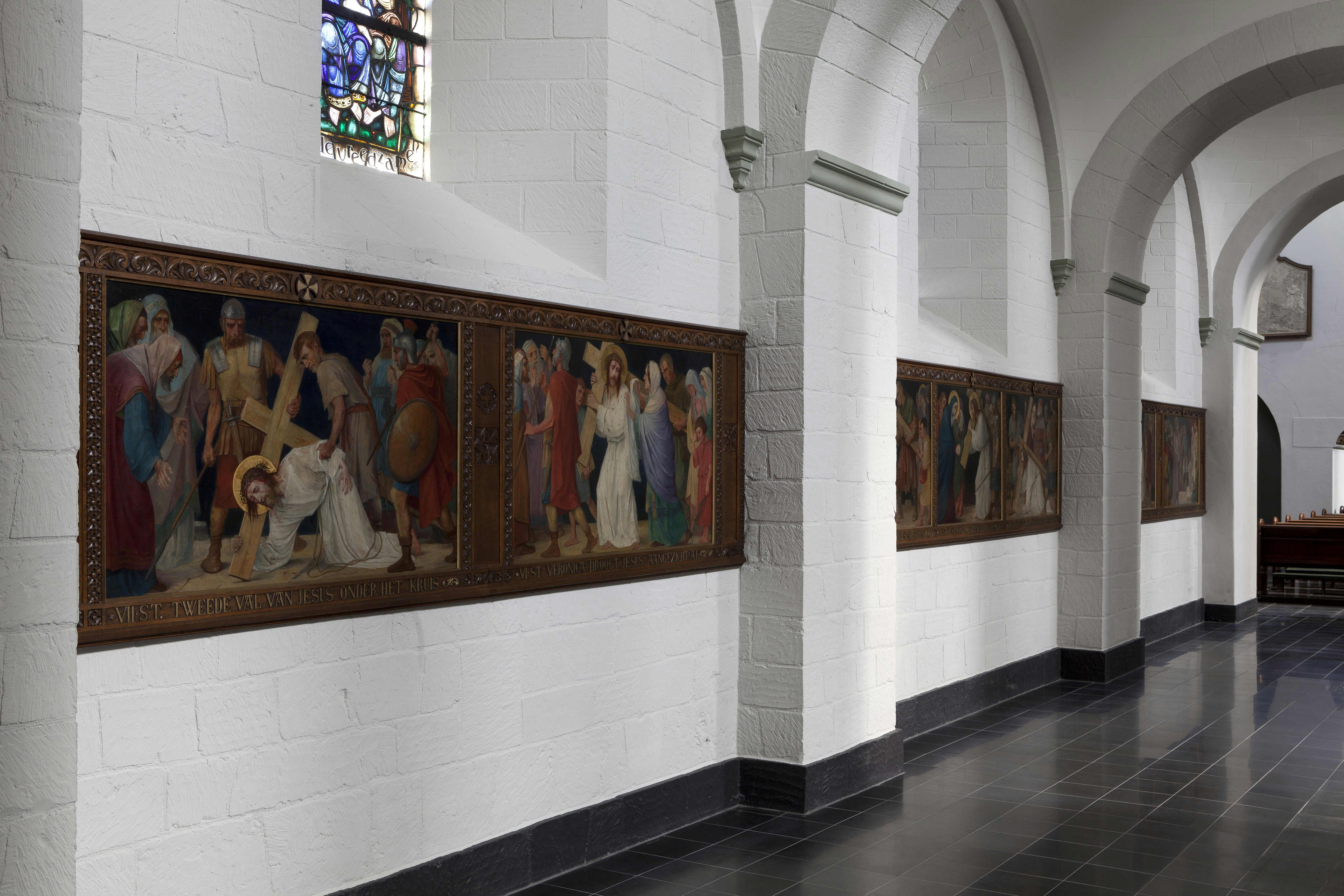
Albin en Paul Windhausen. Kruisweg. 1928. Heerlen, Sint-Pancratiuskerk.

In 1926 schilderde hij groot drieluik met de Bewening van Christus voor de vlak daarvoor gerenoveerde Sint-Jacobskapel in de Sint-Christoffelkathedraal. In 1932 schilderde hij in opdracht van het Grootseminarie van Roermond een drieluik in olieverf op paneel bestemd voor de Caroluskapel. Het middenpaneel stelt een Aanbidding der Koningen voor met op het rechterluik drie herders en op het linkerluik de heiligen Servatius, Lambertus en Dionysius de Karthuizer. Het werk is op het rechterluik links gesigneerd ‘A. Windhausen 1932’.
Ook maakte hij illustraties voor katholieke publicaties, zoals een serie voorstelling uit het leven van Peerke Donders, die gebruikt werd in M. van Grinsven (1922) Naar 't Priester-ideaal: De eerbiedwaardige Petrus Donders, apostel der melaatschen van Suriname en het tijdschrift De Volksmissionaris. Daarnaast restaureerde hij oude schilderijen.
Windhausen schilderde slechts enkele portretten, waaronder dat van J. Declair (overl. 1891), dat in het bezit is van de familie Lafleur, de Haarlemse pastoor Petrus Joannes Thunnissen (1900-1906), het echtpaar Van Basten Batenburg-Jurgens (1907) en Peerke Donders (1922). Verder schilderde hij in 1925 het portret van bisschop Schrijnen van Roermond ter gelegenheid van zijn veertigjarig priesterfeest.
Verder is van Windhausen een vaandel bekend met de heilige Aloysius, dat op 16 maart 1886 werd geschonken door de studenten van het Bisschoppelijk College Roermond aan hun directeur ter gelegenheid van zijn 25e priesterfeest.

## Lijst van werken
| Datering  | Titel                                                              | Verblijfplaats                       | Afbeelding |
| --------- | ------------------------------------------------------------------ | ------------------------------------ | ---------- |
| 1885      | De zegepraal van Onze Lieve Vrouw in 't Zand                       | Verloren gegaan                      |            |
| 1896-1946 | Jezus in de Hof van Olijven en De Opstanding Zie Retabel van Cuijk | Sint-Martinuskerk, Cuijk             |            |
| 1904      | De verering van Maria door heiligen en zaligen in de hemel         | Kapel in 't Zand, Roermond           |            |
| 1913-1914 | Kruisweg                                                           | Sint-Nicolaaskerk, Helvoirt          |            |
| 1919      | De prediking van Paulus te Efeze                                   | Sint-Nicolaaskerk, Helvoirt          |            |
| 1919      | De prediking van Johannes de Doper                                 | Sint-Nicolaaskerk, Helvoirt          |            |
| 1926      | Drieluik met de bewening van Christus                              | Sint-Christoffelkathedraal, Roermond |            |
| 1925-1928 | Kruisweg                                                           | Sint-Pancratiuskerk, Heerlen         |            |
| 1933-1934 | Alle rangen en standen betuigen hulde aan het Mariabeeld           | Historiehuis, Roermond               |            |
| 1935      | Vondst van het Mariabeeld in een put door herder Wendelinus        | Historiehuis, Roermond               |            |
| 1933-1935 | Een overleden kind wordt tot leven gewekt                          | Historiehuis, Roermond               |            |
| 1933-1935 | Verwoesting van de kapel                                           | Historiehuis, Roermond               |            |
| 1933-1935 | Stadsbrand van Roermond in 1665                                    | Historiehuis, Roermond               |            |
| 1935      | Vergeefse poging om het Mariabeeld te verbranden                   | Historiehuis, Roermond               |            |
| 1935      | Triomftocht van het beeld door Roermond                            | Historiehuis, Roermond               |            |
| 1935      | Kroning van het Mariabeeld                                         | Historiehuis, Roermond               |            |
| 1878-1946 | Maria met kind                                                     | Onbekend                             |            |

## Kinderen
Met zijn vrouw, Clasina Maria Elisabeth van Buchem (1868-1933), had Windhausen de volgende kinderen:
1. Petrus Johannes Marie Albin (Bien) Windhausen (1900-1974), trouwde in 1937 met Th.M. (Do) Ypma.
2. Fons Windhausen (1901-1973)
3. Maria Susanna Cath (Zus) Windhausen (1903-1985), trouwde in 1925 met Johannes W.J. Janssens.
4. Joannes Paulus (Jan) Windhausen (1905-1964), trouwde in 1935 met X.P.E.M. Nuyens.

## Stamboom
|                               |                               |                               |                               |                               |                               |  |  |                            |                            |                            |                            | Peter Heinrich Windhausen 1832-1903 |                            |  |  |                             |                             |                             |                             |                             |                             |  |  |                               |                               |                               |                               |                               |                               |  |  |  |  |  |  |  |  |  |  |  |  |  |  |  |  |  |  |  |  |  |  |  |  |  |  |
|                               |                               |                               |                               |                               |                               |  |  |                            |                            |                            |                            |                                     |                            |  |  |                             |                             |                             |                             |                             |                             |  |  |                               |                               |                               |                               |                               |                               |  |  |  |  |  |  |  |  |  |  |  |  |  |  |  |  |  |  |  |  |  |  |  |  |  |  |
|                               |                               |                               |                               |                               |                               |  |  |                            |                            |                            |                            |                                     |                            |  |  |                             |                             |                             |                             |                             |                             |  |  |                               |                               |                               |                               |                               |                               |  |  |  |  |  |  |  |  |  |  |  |  |  |  |  |  |  |  |  |  |  |  |  |  |  |  |
| Heinrich Windhausen 1857-1920 | Heinrich Windhausen 1857-1920 | Heinrich Windhausen 1857-1920 | Heinrich Windhausen 1857-1920 | Heinrich Windhausen 1857-1920 | Heinrich Windhausen 1857-1920 |  |  | Albin Windhausen 1863-1946 | Albin Windhausen 1863-1946 | Albin Windhausen 1863-1946 | Albin Windhausen 1863-1946 | Albin Windhausen 1863-1946          | Albin Windhausen 1863-1946 |  |  | Joseph Windhausen 1865-1936 | Joseph Windhausen 1865-1936 | Joseph Windhausen 1865-1936 | Joseph Windhausen 1865-1936 | Joseph Windhausen 1865-1936 | Joseph Windhausen 1865-1936 |  |  | Paul Windhausen sr. 1871-1944 | Paul Windhausen sr. 1871-1944 | Paul Windhausen sr. 1871-1944 | Paul Windhausen sr. 1871-1944 | Paul Windhausen sr. 1871-1944 | Paul Windhausen sr. 1871-1944 |  |  |  |  |  |  |  |  |  |  |  |  |  |  |  |  |  |  |  |  |  |  |  |  |  |  |
| Heinrich Windhausen 1857-1920 | Heinrich Windhausen 1857-1920 | Heinrich Windhausen 1857-1920 | Heinrich Windhausen 1857-1920 | Heinrich Windhausen 1857-1920 | Heinrich Windhausen 1857-1920 |  |  | Albin Windhausen 1863-1946 | Albin Windhausen 1863-1946 | Albin Windhausen 1863-1946 | Albin Windhausen 1863-1946 | Albin Windhausen 1863-1946          | Albin Windhausen 1863-1946 |  |  | Joseph Windhausen 1865-1936 | Joseph Windhausen 1865-1936 | Joseph Windhausen 1865-1936 | Joseph Windhausen 1865-1936 | Joseph Windhausen 1865-1936 | Joseph Windhausen 1865-1936 |  |  | Paul Windhausen sr. 1871-1944 | Paul Windhausen sr. 1871-1944 | Paul Windhausen sr. 1871-1944 | Paul Windhausen sr. 1871-1944 | Paul Windhausen sr. 1871-1944 | Paul Windhausen sr. 1871-1944 |  |  |  |  |  |  |  |  |  |  |  |  |  |  |  |  |  |  |  |  |  |  |  |  |  |  |
| Paul Windhausen 1892-1945     | Paul Windhausen 1892-1945     | Paul Windhausen 1892-1945     | Paul Windhausen 1892-1945     | Paul Windhausen 1892-1945     | Paul Windhausen 1892-1945     |  |  | Fons Windhausen 1901-1973  | Fons Windhausen 1901-1973  | Fons Windhausen 1901-1973  | Fons Windhausen 1901-1973  | Fons Windhausen 1901-1973           | Fons Windhausen 1901-1973  |  |  |                             |                             |                             |                             |                             |                             |  |  | Paul Windhausen jr. 1903-1944 | Paul Windhausen jr. 1903-1944 | Paul Windhausen jr. 1903-1944 | Paul Windhausen jr. 1903-1944 | Paul Windhausen jr. 1903-1944 | Paul Windhausen jr. 1903-1944 |  |  |  |  |  |  |  |  |  |  |  |  |  |  |  |  |  |  |  |  |  |  |  |  |  |  |
| Paul Windhausen 1892-1945     | Paul Windhausen 1892-1945     | Paul Windhausen 1892-1945     | Paul Windhausen 1892-1945     | Paul Windhausen 1892-1945     | Paul Windhausen 1892-1945     |  |  | Fons Windhausen 1901-1973  | Fons Windhausen 1901-1973  | Fons Windhausen 1901-1973  | Fons Windhausen 1901-1973  | Fons Windhausen 1901-1973           | Fons Windhausen 1901-1973  |  |  |                             |                             |                             |                             |                             |                             |  |  | Paul Windhausen jr. 1903-1944 | Paul Windhausen jr. 1903-1944 | Paul Windhausen jr. 1903-1944 | Paul Windhausen jr. 1903-1944 | Paul Windhausen jr. 1903-1944 | Paul Windhausen jr. 1903-1944 |  |  |  |  |  |  |  |  |  |  |  |  |  |  |  |  |  |  |  |  |  |  |  |  |  |  |
|                               |                               |                               |                               |                               |                               |  |  |                            |                            |                            |                            |                                     |                            |  |  |                             |                             |                             |                             |                             |                             |  |  |                               |                               |                               |                               |                               |                               |  |  |  |  |  |  |  |  |  |  |  |  |  |  |  |  |  |  |  |  |  |  |  |  |  |  |
| Albin Windhausen 1937         | Albin Windhausen 1937         | Albin Windhausen 1937         | Albin Windhausen 1937         | Albin Windhausen 1937         | Albin Windhausen 1937         |  |  | Margriet Windhausen 1942   | Margriet Windhausen 1942   | Margriet Windhausen 1942   | Margriet Windhausen 1942   | Margriet Windhausen 1942            | Margriet Windhausen 1942   |  |  | Ward Windhausen 1949        | Ward Windhausen 1949        | Ward Windhausen 1949        | Ward Windhausen 1949        | Ward Windhausen 1949        | Ward Windhausen 1949        |  |  |                               |                               |                               |                               |                               |                               |  |  |  |  |  |  |  |  |  |  |  |  |  |  |  |  |  |  |  |  |  |  |  |  |  |  |
| Albin Windhausen 1937         | Albin Windhausen 1937         | Albin Windhausen 1937         | Albin Windhausen 1937         | Albin Windhausen 1937         | Albin Windhausen 1937         |  |  | Margriet Windhausen 1942   | Margriet Windhausen 1942   | Margriet Windhausen 1942   | Margriet Windhausen 1942   | Margriet Windhausen 1942            | Margriet Windhausen 1942   |  |  | Ward Windhausen 1949        | Ward Windhausen 1949        | Ward Windhausen 1949        | Ward Windhausen 1949        | Ward Windhausen 1949        | Ward Windhausen 1949        |  |  |                               |                               |                               |                               |                               |                               |  |  |  |  |  |  |  |  |  |  |  |  |  |  |  |  |  |  |  |  |  |  |  |  |  |  |
| Miriam Windhausen             |                               |                               |                               |                               |                               |  |  |                            |                            |                            |                            |                                     |                            |  |  |                             |                             |                             |                             |                             |                             |  |  |                               |                               |                               |                               |                               |                               |  |  |  |  |  |  |  |  |  |  |  |  |  |  |  |  |  |  |  |  |  |  |  |  |  |  |

- Biografisch Portaal: 91283388
- Gemeinsame Normdatei: 126946051
- Nederlandse Thesaurus van Auteursnamen: 074472496
- RKD-Nederlands Instituut voor Kunstgeschiedenis: 91960
- Virtual International Authority File: 286332017
- WorldCat: E39PBJwD6P6KW9HgrtQjW6CG73